# カステリョン＝コスタ・アサアール空港
カステリョン＝コスタ・アサアール空港（カタルーニャ語: Aeroport de Castelló, スペイン語: Aeropuerto de Castellón-Costa Azahar, (IATA: CDT, ICAO: LEDS)）は、スペイン・バレンシア州カステリョン県カステリョン・デ・ラ・プラナの北約30kmにある民間空港。自治体としてはカステリョン県ビラノバ・ダルコレアとベンリョックにまたがっている。空港名はバレンシア州が面している地中海の海岸であるコスタ・デル・アサアールに由来している。2011年3月に公的に開港し、2015年9月には開港後4年6か月にして初めて旅客機が飛んだ。
カステリョン・デ・ラ・プラナの東約5km、地中海（コスタ・デル・アサアール）沿いにあるカステリョン飛行場(ICAO: LECN)との混同には注意が必要である。この地中海沿いのカステリョン飛行場はエル・グラオ・デ・カステリョンと呼ばれる別荘地のそばにあり、950mの滑走路1本を持つが、2012年時点で旅客便は存在しない。

## 歴史
カステリョン・デ・ラ・プラナはバレンシア州・カステリョン県の県都であり、人口約18万人の自治体である。カステリョン＝コスタ・アサアール空港の建設前、バレンシア州内にはすでにアリカンテ空港とバレンシア空港というふたつの主要な空港があった。カステリョン＝コスタ・アサアール空港にもっとも近い主要都市はカステリョン・デ・ラ・プラナだが、約30km離れており、自動車以外の交通手段は存在しない。空港はCV-13号線に隣接している。カステリョン＝コスタ・アサアール空港の建設費は1億5,000万ユーロだった。2011年の統一地方選挙が行われる直前の2011年3月、地元政府による操業認可を得ないまま、また就航便が1便も存在しないまま、地元当局によって公式に「開港」が宣言された。2012年初頭には滑走路の幅などを理由として運航許可を得るのに失敗し、開港から1年を就航便なしで終えた。2012年4月1日には初めての就航便が予定されたが、結局就航は実現していない。2012年には750万ユーロの経費の支出があったが、2011年に比べて11%も支出を抑えられた。
2014年1月時点では就航便が存在せず、開港から3年間を就航便なしで終えた。就航便はなくとも、3人の中間管理職と2人の事務職員の計5人のスタッフを雇用し続けており、2013年には370万ユーロの経費を支出したが、2012年に支出した経費の約半分にまで削減された。これは「その他の宣伝費」を500万ユーロから200万ユーロに削減したのが理由である。2014年9月には計器着陸装置(ILS)などのキャリブレーション・テストが開始されたが、定期便の就航は少なくとも数年後の予定である。バレンシアとカステリョン・デ・ラ・プラナ間で建設中の高速鉄道は2015年に開通する予定であり、この結果マドリードとカステリョン・デ・ラ・プラナが高速鉄道でつながる上、カステリョン・デ・ラ・プラナからバレンシア空港へのアクセスも向上する。

## 経済危機の象徴

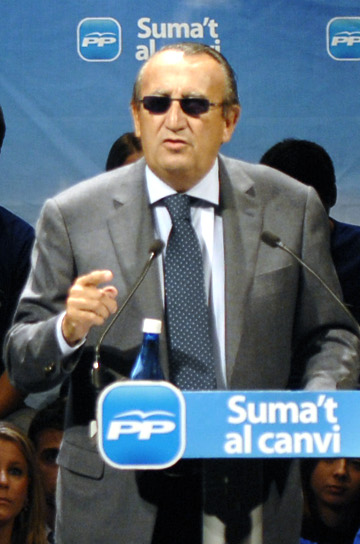
空港建設を推進したカルロス・ファブラ

アメリカ合衆国のニューヨーク・タイムズは、カステリョン＝コスタ・アサアール空港を「スペイン経済危機で深く沈みゆくスペインにおける無駄な支出の象徴」であるとした。2014年4月にはエル・パイス紙が、カステリョン＝コスタ・アサアール空港が開港に向けた広告宣伝のために、ビジャレアルCFやCDカステリョンを中心とする地元の様々なスポーツチームに対して、スポンサー料として公的資金計2,600万ユーロを支払っていたことを明らかにした。空港の敷地内には、芸術家のフアン・ガルシア・リポリェスによって高さ24mのモニュメントが建設された。375,000ドルをかけて建てられた24mのモニュメントは、空港の建設の原動力となった地元の元有力政治家カルロス・ファブラの象徴として解釈されることがある。国民党の政治家だったファブラは1995年から15年間もカステリョン県議会議長を務めていたが、いくつかの汚職と脱税に関与したとして2010年に辞任している。設置からわずか数年しか経っていないにもかかわらず、モニュメントには赤さびが生じており、その耐久性には疑問がもたれている。
2014年12月、ABC紙はアイルランドの格安航空会社(LCC)であるライアンエアーがこの空港に定期便を設定する準備を進めていると報じた。開港から3年10か月後の2015年1月14日、カステリョン＝コスタ・アサアール空港から初めて飛行機が飛び立った。空港がスポンサードする地元サッカーチームのビジャレアルCFがエア・ノストラムの便をチャーターし、コパ・デル・レイのレアル・ソシエダ線のためにサン・セバスティアン空港に向かった。2015年3月11日、ライアンエアーが2路線の就航を発表し。9月15日にはロンドン・スタンステッド空港便が運行を開始した。3月時点でライアンエアーはブリストル空港便の運航も検討していたが、4月にはブリストル便が季節運航便となるとし、また運航開始時期については不透明である

## 設備
向きが06/24で2,700m×45mの滑走路1本を持ち、国内線と国際線の定期便・チャーター便に対応可能である。2012年2月にエル・パイス紙は、空港の滑走路と着陸帯には問題があり、空港が使用開始される前に修繕がなされなければならないと報じた。後にイギリスのテレグラフ紙は、滑走路の全面改修が必要であると報じた。

## 就航会社
2011年3月の開港時点で就航便はなかった。2015年9月には開港後初の就航便としてライアンエアーがロンドン・スタンステッド空港便を設定し、また季節運航便としてブリストル空港便の設定を検討している。
| 航空会社       | 就航地                                                                          |
| -------------- | ------------------------------------------------------------------------------- |
| ライアンエアー | ロンドン＝スタンステッド（2015年9月15日就航） 季節運航 ブリストル（就航日未定） |